# Чирешоаја (Бистрица-Насауд)
Чирешоаја (рум. Cireșoaia) насеље је у Румунији у округу Бистрица-Насауд у општини Браништеа. Oпштина се налази на надморској висини од 460 m.

## Становништво
Према подацима из 2002. године у насељу је живело 1570 становника.

### Попис2002.
| Расподела становништва по националности 2002.‍ | Расподела становништва по националности 2002.‍ | Расподела становништва по националности 2002.‍ | Расподела становништва по националности 2002.‍ | Расподела становништва по националности 2002.‍ |
| --------------------------------------------- | --------------------------------------------- | --------------------------------------------- | --------------------------------------------- | --------------------------------------------- |
|                                               |                                               |                                               |                                               |                                               |
| Румуни                                        | Румуни                                        |                                               | 17                                            | 1,1%                                          |
| Мађари                                        | Мађари                                        |                                               | 1.553                                         | 98,9%                                         |